# Hans Peter Jørgen Julius Thomsen
Hans Peter Jørgen Julius Thomsen, nascut el 16 de febrer de 1826 a Copenhaguen i traspassat el 13 de febrer de 1909, va ser un químic danès que destacà en el camp de la termoquímica i que enuncià el principi de Thomsen-Berthelot.

## Biografia
Thomsen es va graduar en química a la universitat de Copenhaguen el 1843. Des de 1847 a 1856 Thomsen fou professor de química a l'institut Politècnic, on des de 1883 a 1892 en va ser el seu director. Entre 1856 i 1866 entrà a formar part de l'exèrcit. El 1866 va accedir a una plaça de professor de química a la universitat de Copenhaguen, on hi restà fins a la seva jubilació el 1891.
El 1883, juntament amb el químic francès, Marcellin Pierre Eugène Berthelot, va rebre la Medalla Davy, per les seves contribucions a la termoquímica.

## Obra
Julius Thomsen, fou el primer a proposar el disseny de forma llarga de la taula periòdica. Va indicar que els períodes (fileres horitzontals) acabaven en un element de valència zero, és a dir, els elements que ara coneixem com els gasos nobles.
Va ser un dels primers defensors del principi de conservació de l'energia. Thomsen entre 1869 i 1882, va fer un gran nombre de determinacions de la calor desenvolupada o absorbida en diferents tipus de reaccions químiques, com la formació de sals, oxidació i reducció, i la combustió de composts orgànics. Els resultats, d'unes 3 500 reaccions químiques, els publicà entre 1882 a 1886 en quatre volums sota el títol Thermochemische Untersuchungen, i també un llibre en anglès sota el títol Termochemistry el 1908. En els seus estudis va descobrir que el caràcter exotèrmic de la majoria de reaccions químiques espontànies i la seva transformació més o manco ràpida segons l'energia despresa en el procés, li van fer suposar que la calor de reacció mesurava la tendència que existia entre dues substàncies perquè reaccionassin entre elles, la qual cosa es coneixia com a afinitat química. Si en la combinació de clor i hidrogen es desprenia més calor que en la del brom i l'hidrogen era degut al fet que l'afinitat entre el clor i l'hidrogen era major que entre el brom i l'hidrogen. Així va indicar que La transformació química que es produeix sense intervenció d'energia externa és la que origina la substància o substàncies que determinen el major despreniment de calor. Aquest enunciat, que després s'ha demostrat que no és correcte, va ser elevat a la categoria de principi per Marcellin Pierre Eugène Berthelot i s'anomena Principi de Thomsen-Berthelot.
Thomsen va ser un dels primers científics que realitzà una mesura de la força dels àcids.
El 1857 va establir a Copenhaguen un procés per a la fabricació de sosa (carbonat de sodi), a partir de criolita, obtinguda des de la costa oest de Groenlàndia.

### Obres
- Thomsen, H.P.J.J. «Die Grundzüge eines thermo-chemischen Systems» (en alemany). Annalen der Physik, 1854.
- Thomsen, H.P.J.J.; Blei, A. «Thermochemische Untersuchungen» (en alemany). Journal fuer praktische Chemie, 224, 3, 1875, pàg. 368-404.
- Thomsen, H.P.J.J.. Thermochemistry (en anglès).  Longmans, Green, and Co., 1908.